# Linea Silom
La linea Silom del Bangkok Skytrain è una ferrovia metropolitana sopraelevata di Bangkok, in Thailandia. Collega la stazione dello Stadio Nazionale nel centrale distretto di Pathum Wan e la stazione di Bang Wa situata nel distretto di Phasi Charoen, che fa parte del popoloso quartiere occidentale Thonburi di Bangkok. La lunghezza della linea, che comprende 14 stazioni, è di 14,67 km. Si interseca con l'unica altra linea del Bangkok Skytrain, la linea Sukhumvit, alla stazione di Siam nel centrale Distretto di Pathum Wan.

## Storia
Fu inaugurata il 5 dicembre 1999 con il nome "Linea 2 della ferrovia sopraelevata in commemorazione del compleanno di re Rama VI", inizialmente era lunga 6,5 chilometri e comprendeva 7 stazioni, comprese le due a capolinea dello Stadio Nazionale e di Saphan Taksin. Il 23 agosto 2009 fu aperto il prolungamento lungo 2,2 km tra la stazione di Saphan Taksin e quella nuova di Wongwian Yai, che comprende anche la stazione di Krung Thonburi. Il 14 febbraio 2013 fu inaugurato il tratto di 2,17 km tra la stazione di Wongwian Yai e quella di Talat Phlu, che comprende la stazione di Pho Nimit. Il 5 dicembre 2013 ebbero inizio le operazioni tra la stazione di Talat Phlu e quella nuova di Bang Wa, estensione di 3,8 km lungo la quale si trova la stazione di Wutthakat; la lunghezza totale della linea Silom fu così portata a 14,67 km. L'8 febbraio 2021 fu inaugurata la stazione intermedia di Saint Louis, situata tra le già esistenti stazioni di Chong Nonsi e Surasak.

## Mappa

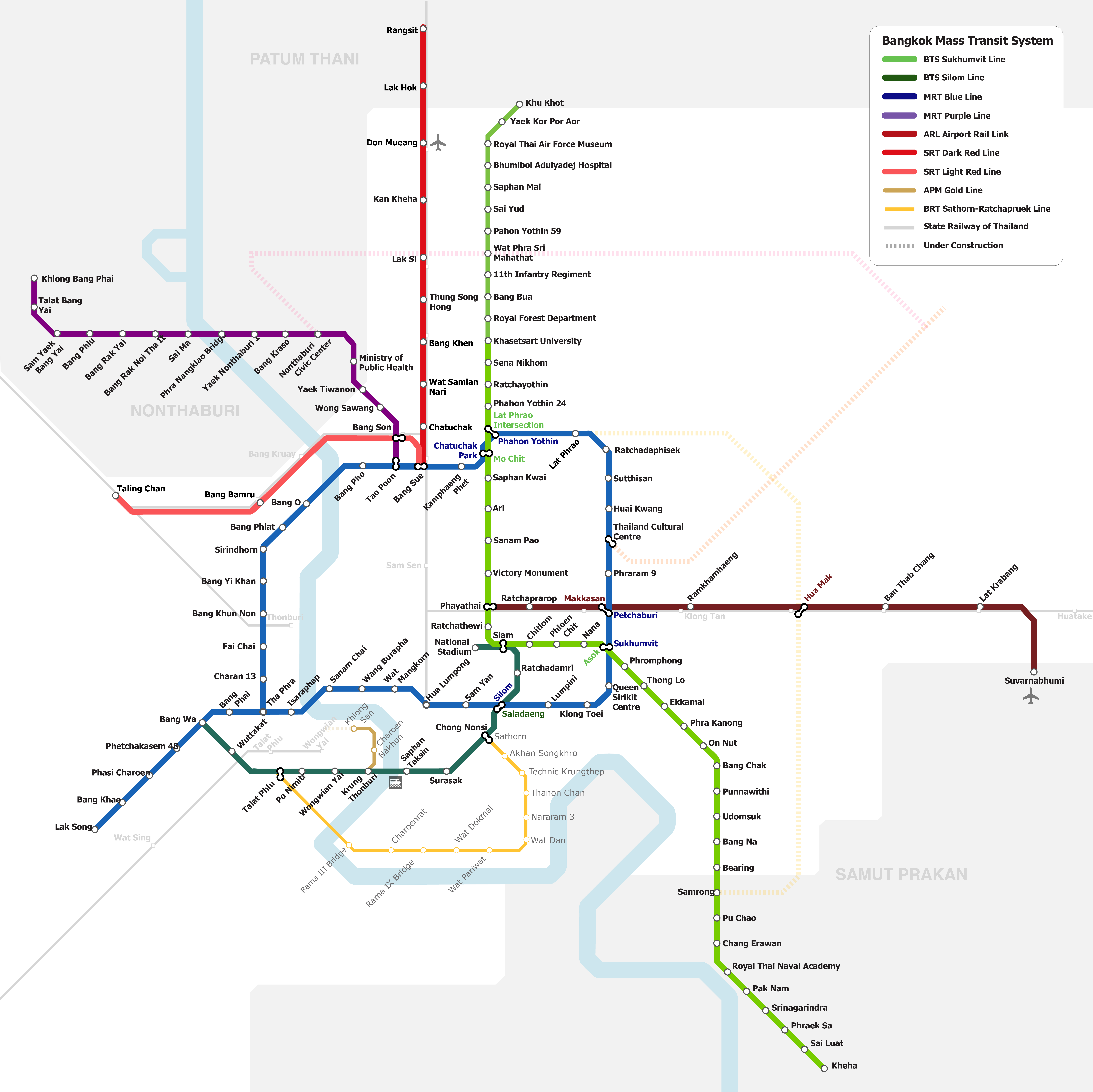

## Fermate
| Codice | Nome stazione in italiano | Nome stazione in thai | Collegamenti                              | Ubicazione           | Ubicazione |
| ------ | ------------------------- | --------------------- | ----------------------------------------- | -------------------- | ---------- |
|        |                           |                       |                                           |                      |            |
|        | Stadio Nazionale          | สนามกีฬาแห่งชาติ         |                                           | Pathum Wan           | Bangkok    |
|        | Siam                      | สยาม                  | Linea Sukhumvit                           | Pathum Wan           | Bangkok    |
|        | Ratchadamri               | ราชดำริ                |                                           | Pathum Wan           | Bangkok    |
|        | Sala Daeng                | ศาลาแดง               | Linea Blu                                 | Bang Rak             | Bangkok    |
|        | Chong Nonsi               | ช่องนนทรี               | Bangkok BRT                               | Bang Rak             | Bangkok    |
|        | Saint Louis               | เซนต์หลุยส์              |                                           | Bang Rak Sathon      | Bangkok    |
|        | Surasak                   | สุรศักดิ์                 |                                           | Bang Rak Sathon      | Bangkok    |
|        | Saphan Taksin             | สะพานตากสิน            | Chao Phraya Express Boat (molo di Sathon) | Bang Rak Sathon      | Bangkok    |
|        | Krung Thonburi            | กรุงธนบุรี               | Linea Oro                                 | Khlong San           | Bangkok    |
|        | Wongwian Yai              | วงเวียนใหญ่             |                                           | Khlong San           | Bangkok    |
|        | Pho Nimit                 | โพธิ์นิมิตร               |                                           | Thon Buri            | Bangkok    |
|        | Talat Phlu                | ตลาดพลู                | Bangkok BRT                               | Thon Buri            | Bangkok    |
|        | Wutthakat                 | วุฒากาศ                |                                           | Thon Buri Chom Thong | Bangkok    |
|        | Bang Wa                   | บางหว้า                | Linea Blu                                 | Phasi Charoen        | Bangkok    |
|        |                           |                       |                                           |                      |            |